# Hans Burgkmair

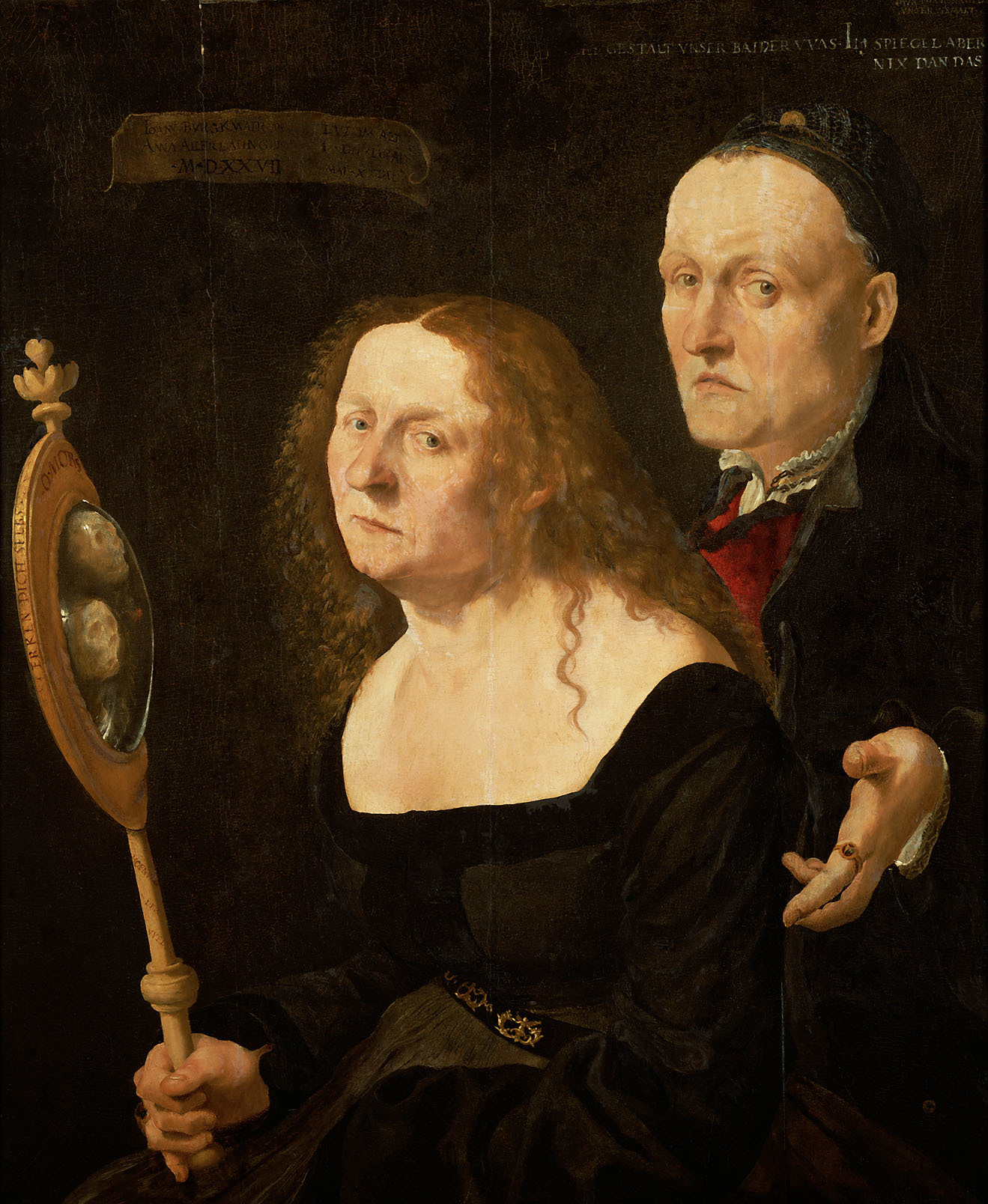
Lukas Furtenagel, Hans Burgkmair e sua moglie Anna, 1529, Kunsthistorisches Museum, Vienna

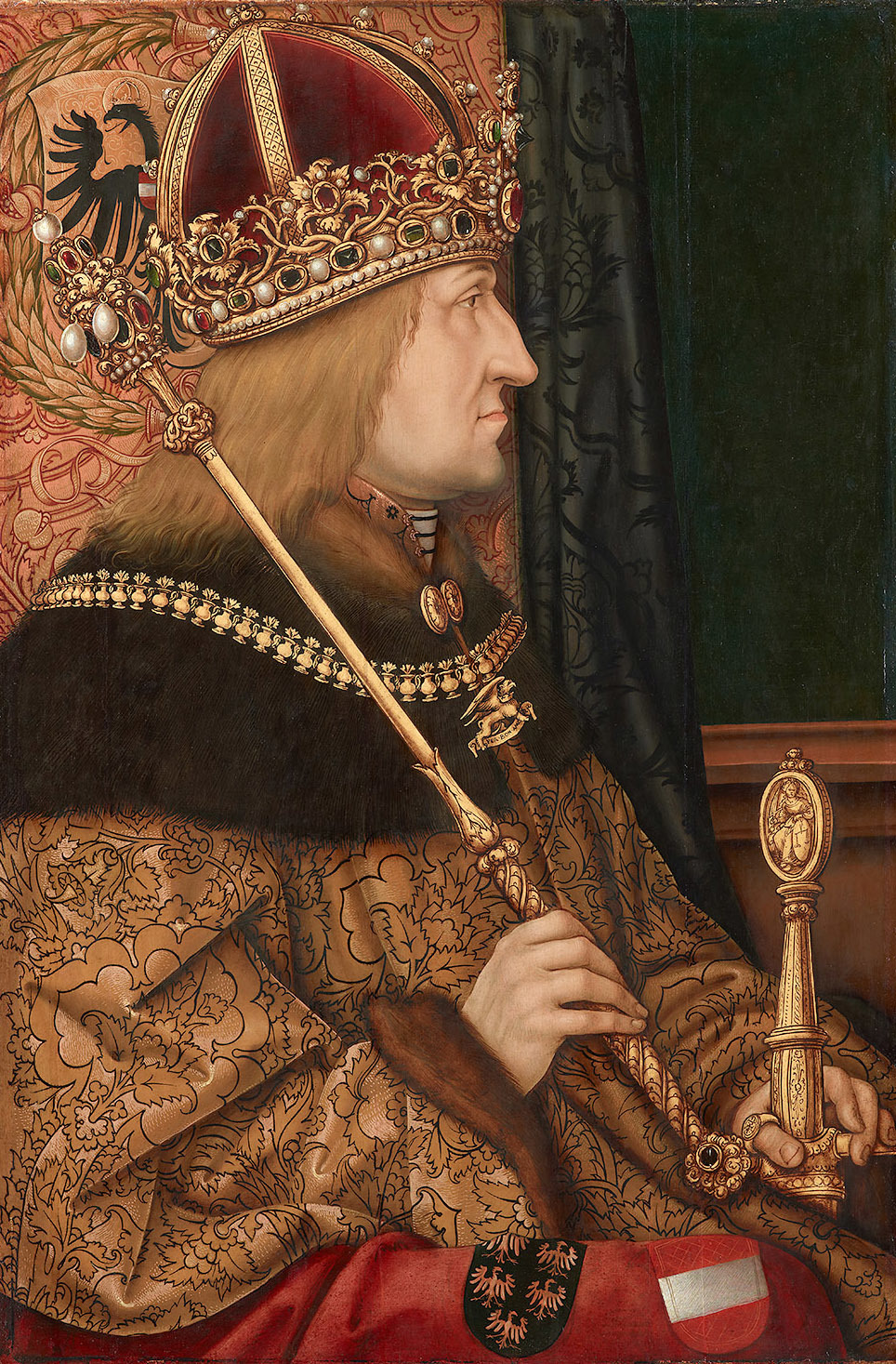
Federico III d'Asburgo, fine del XV sec. - inizio del XVI sec., Kunsthistorisches Museum, Vienna

Hans Burgkmair, detto il Vecchio (Augusta, 1473 – Augusta, 1531), è stato un pittore tedesco, ritenuto il primo tra i pittori tedeschi di scuola rinascimentale italiana e anche il primo a utilizzare la tecnica del chiaroscuro nelle sue xilografie.

## Biografia
Burgkmair nacque ad Augusta, in una famiglia di artisti, visto che sia il padre Thomas Burgkmair, sia il figlio, Hans il Giovane, svolsero la stessa attività di pittori. 
La sua formazione artistica incominciò con gli insegnamenti del padre, proseguì in Alsazia, dal 1488, sotto la guida di Martin Schongauer, che però morì prima che il suo allievo potesse terminare il suo periodo di addestramento.
Diventato maestro e direttore di una bottega ad Augusta, nel 1498, ebbe l'occasione di soggiornare più volte in Italia, specialmente a Venezia, ricevendo grandi spunti creativi e stilistici.
Di natura appassionata e sensibile, il suo gusto pittorico formò una saldatura tra elementi presi da Dürer e le profonde vibrazioni di Schongauer.

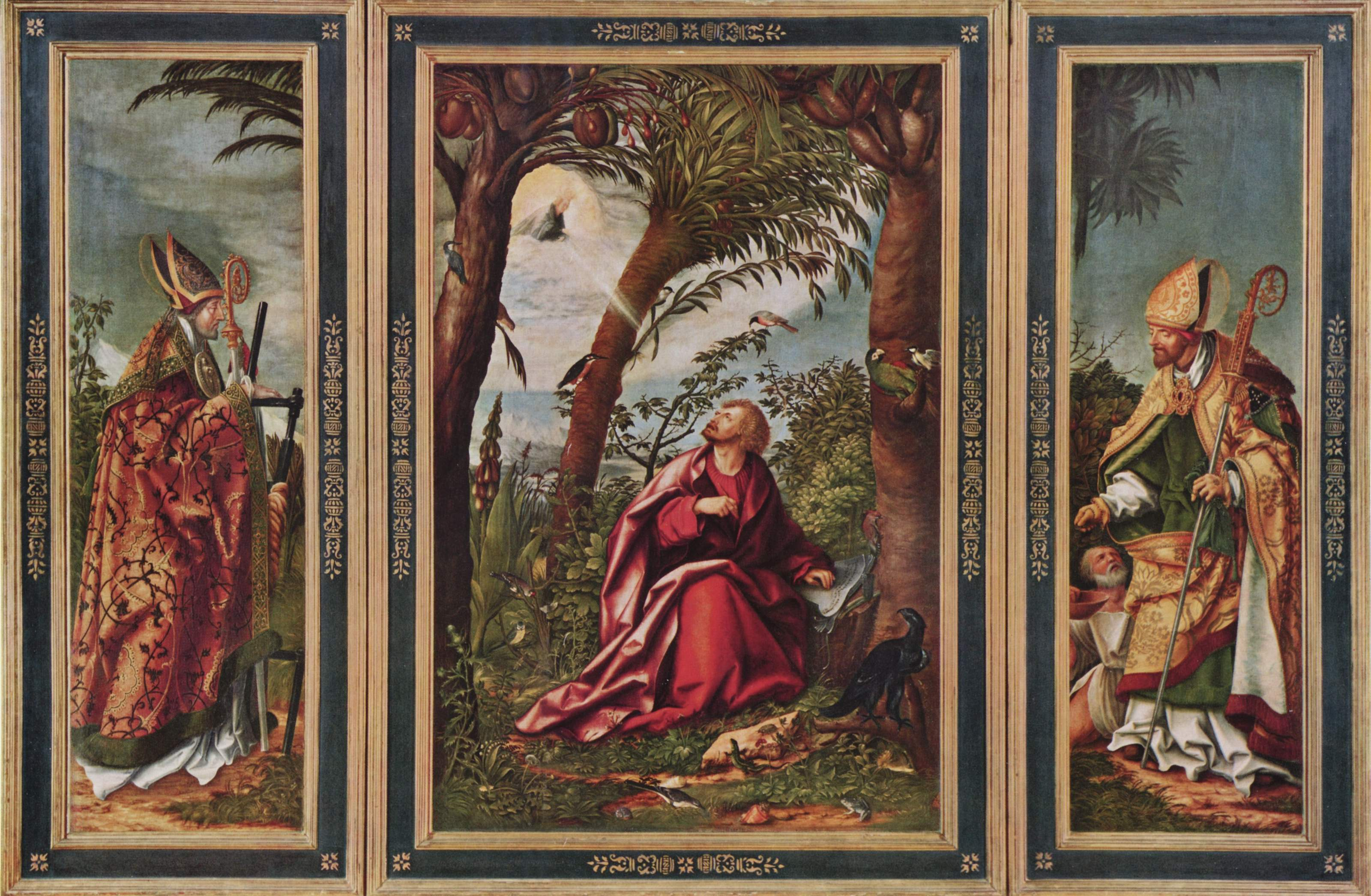
Trittico di San Giovanni Evangelista, 1518, Alte Pinakothek, Monaco

Anche se la sua prima opera documentata fu il ritratto di Gailer von Kaisersberg del 1490, in quel periodo Burgkmair si occupò prevalentemente di xilografia, elaborando strutture caratterizzate da importanti forme chiaroscurali, come nel caso della Crocifissione e della Battaglia di Boemia tutte comprese nel quinquennio che va dal 1499 al 1504.
Il suo stile assunse in seguito sia nuove armonie cromatiche come evidenziato nelle Basiliche romane per la chiesa di Santa Caterina della sua città natale, sia elementi italiani come nella Madonna e Cristo benedicente del 1507 di derivazione crivelliana.
Ma ben presto la xilografia riprese ad essere la sua occupazione principale, resa pressante dalle numerose commissioni imperiali richiedenti ritratti di antenati, quadretti imperniati sui vizi, sulle virtù, sui pianeti.
Intorno al 1509 eseguì una pregevole Madonna in trono, sintesi di influenze varie, oscillanti dal Giambellino al Carpaccio.
Queste influenze scemeranno nel decennio successivo, durante il quale Burgkmair realizzò un centinaio di xilografie per il Weisskünig e vari disegni celebranti i trionfi di Massimiliano I che raggiunsero toni epici.
Se le tavole del polittico di San Giovanni in Patmos del 1518 allargarono la prospettiva narrativa e intensificarono la partecipazione emotiva, la Crocifissione dell'anno seguente valorizzò studi geometrici, mentre le xilografie dell'Apocalisse (1525) evidenziarono forti influenze di Dürer ed infine il dipinto Ester e Assuero del 1528, mostrò un ritorno verso Carpaccio.
Da un punto di vista tecnico Burgkmair fu un grande innovatore del chiaroscuro, anticipando tendenze e gusti, sia per i colori sia per la composizione dei blocchi.
Morì ad Augusta nel 1531.

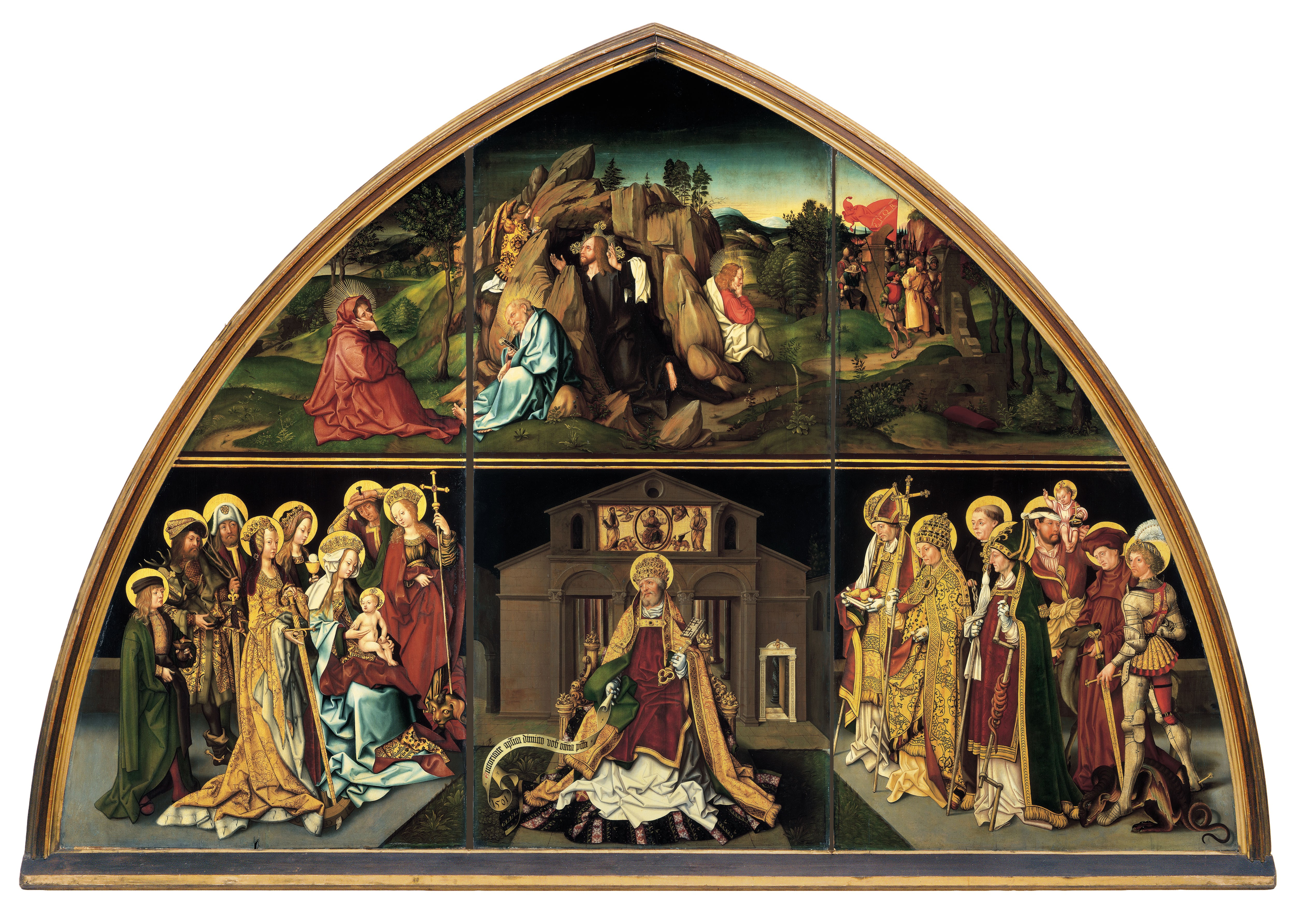
Basilica di San Pietro, 1501, Staatsgalerie Altdeutsche Meister, Augusta
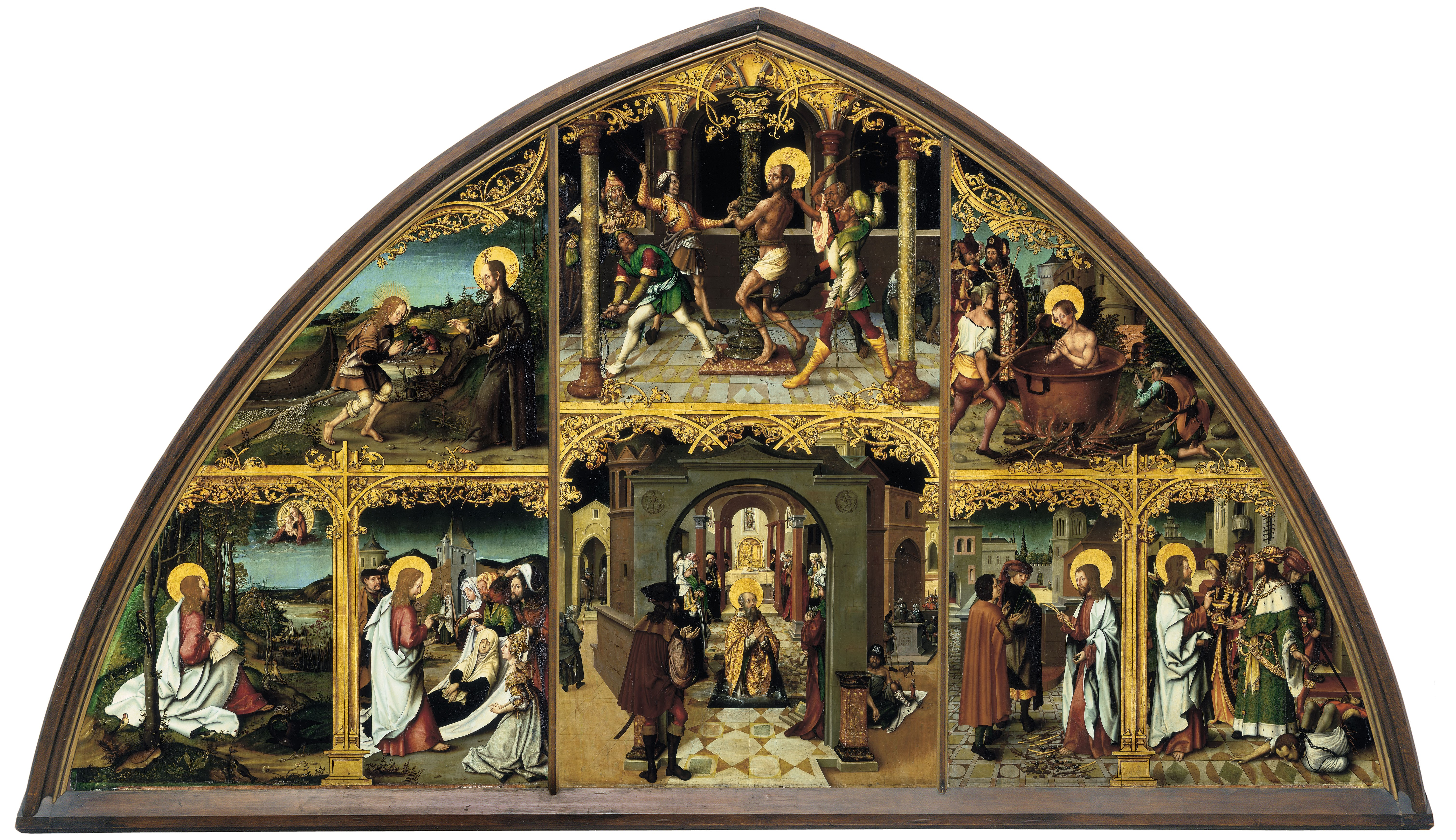
Basilica di San Giovanni, 1502, Staatsgalerie Altdeutsche Meister, Augusta
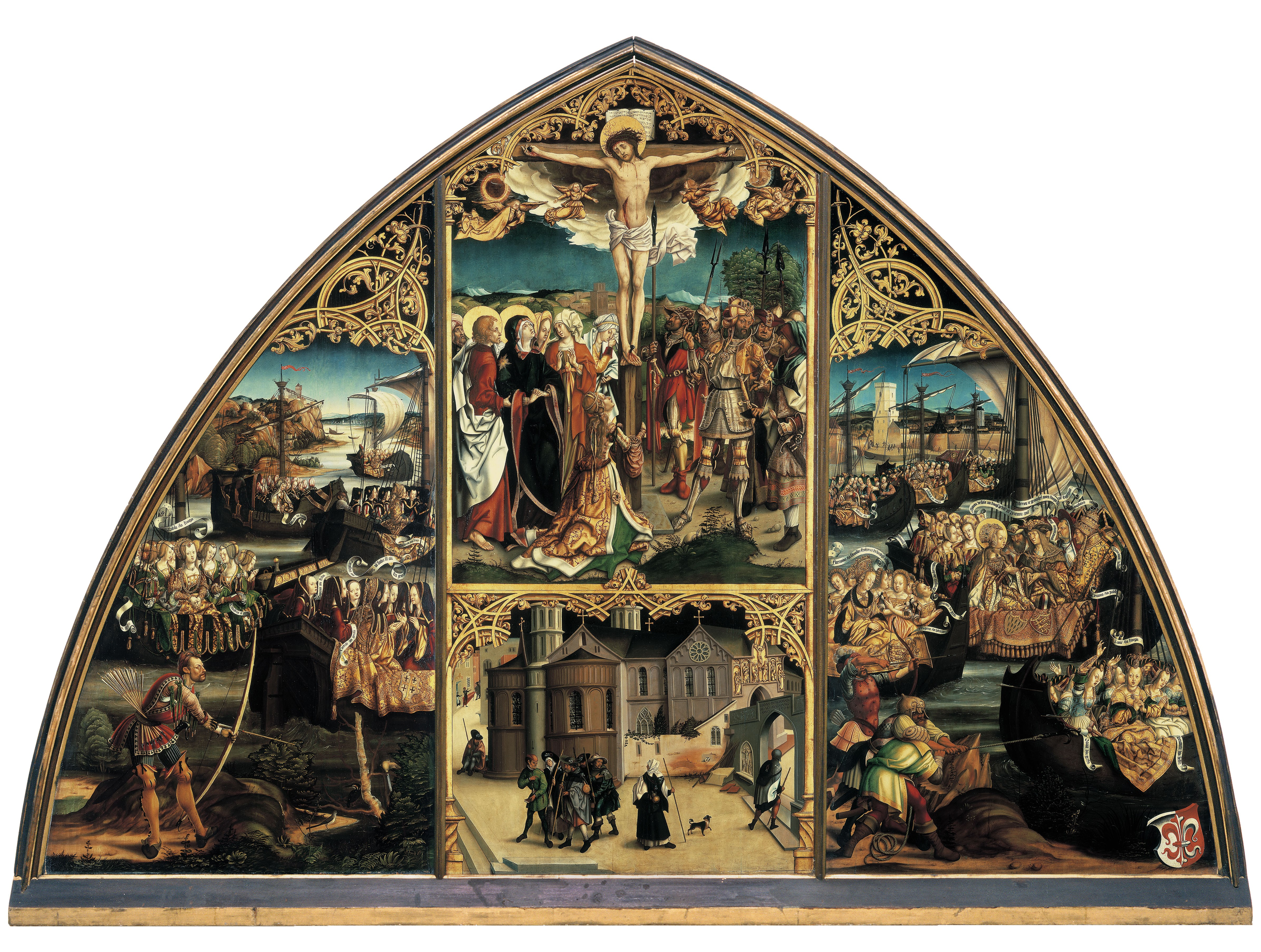
Basilica di Santa Croce, 1504, Staatsgalerie Altdeutsche Meister, Augusta
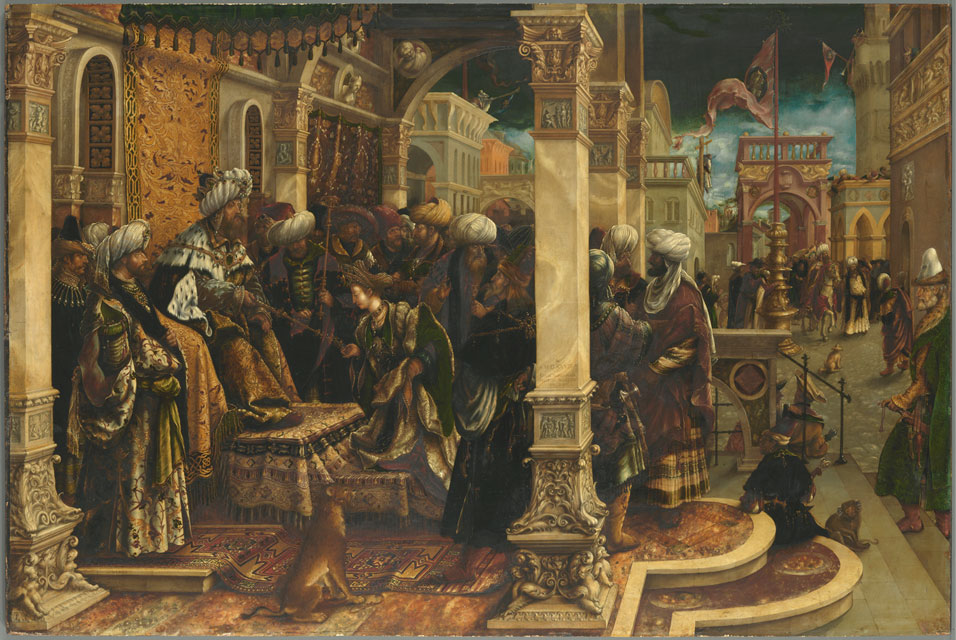
Storia di Ester, 1528, Alte Pinakothek, Monaco
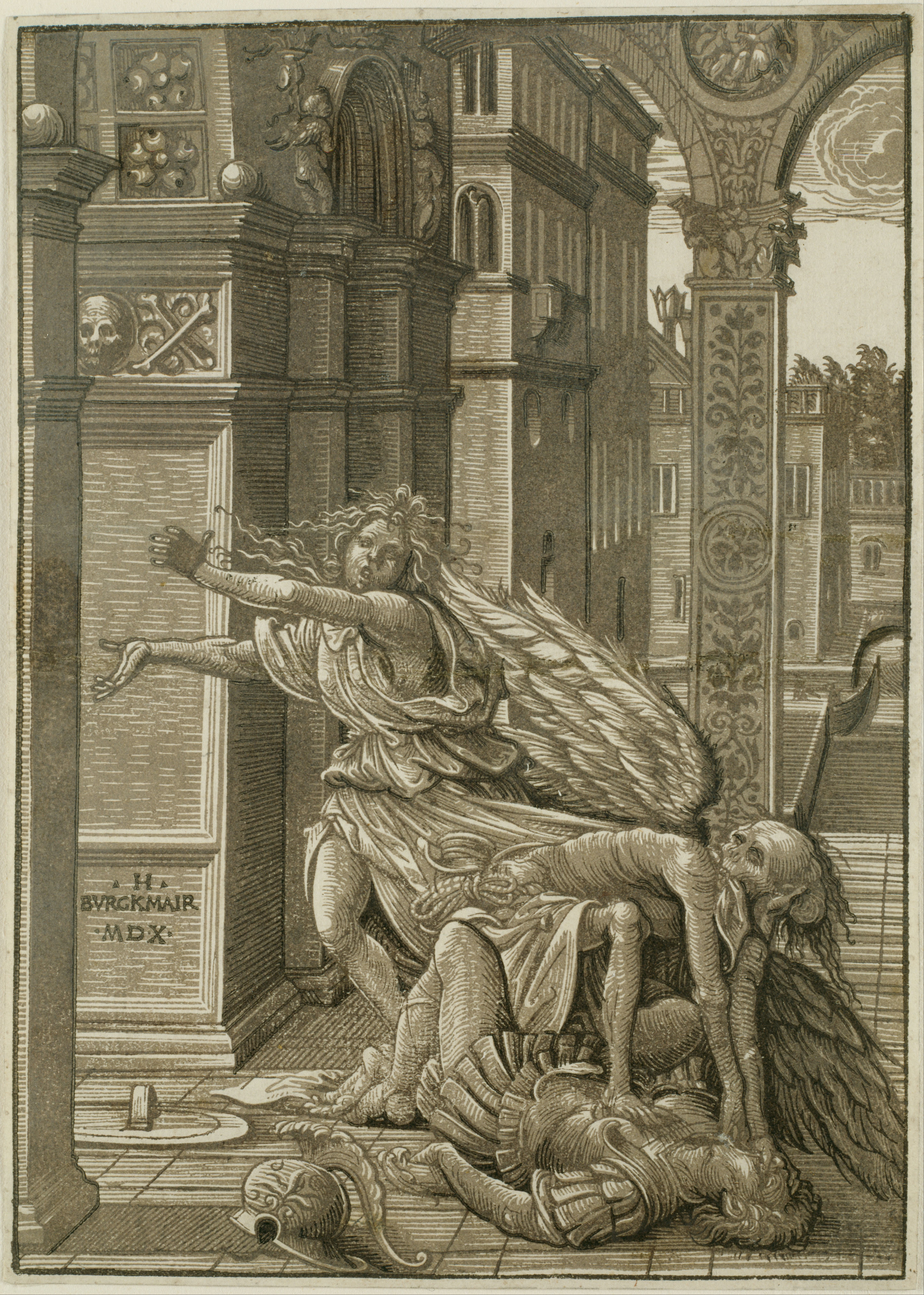
Amanti sorpresi dalla morte, xilografia in chiaroscuro, 1510, Art Institute of Chicago
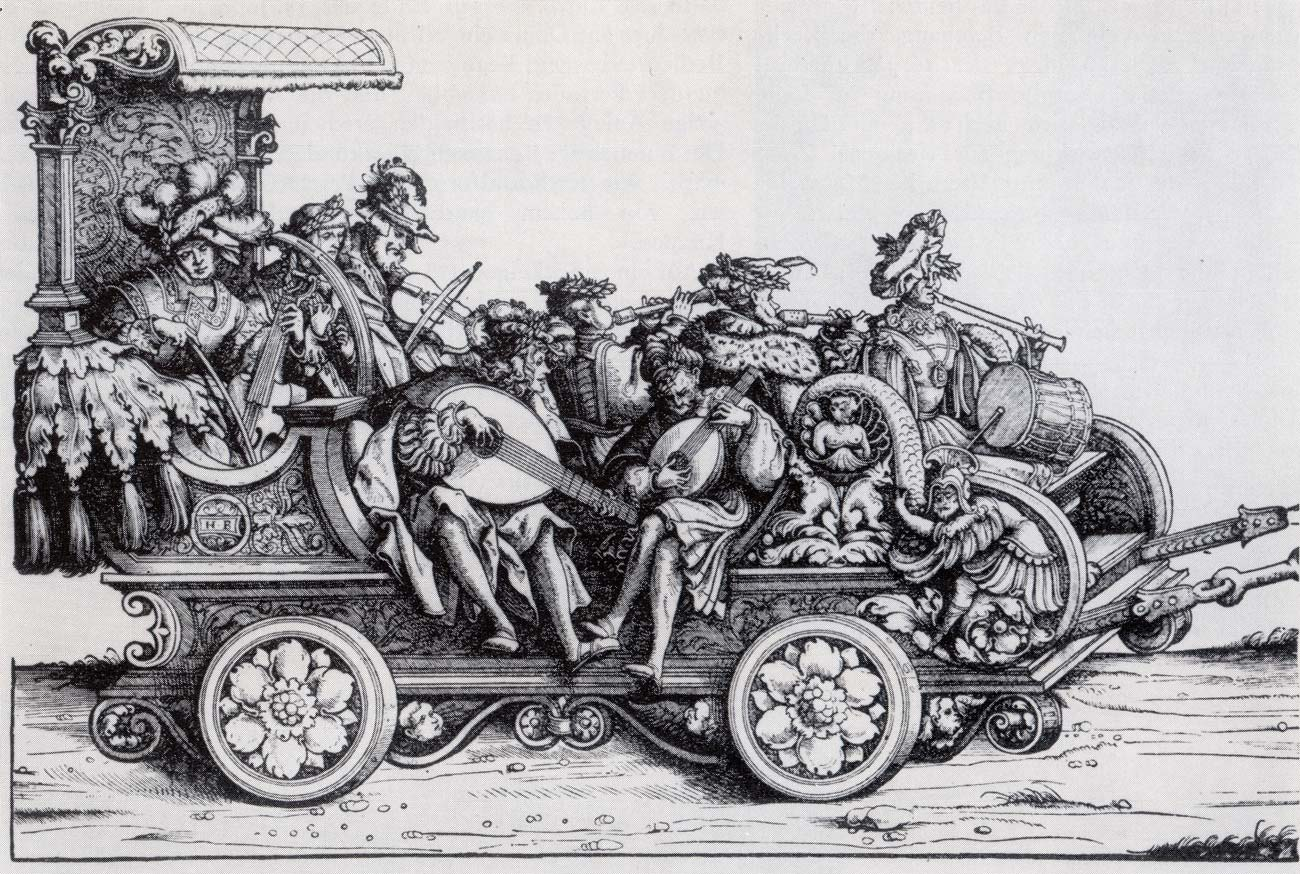
Musicisti, xilografia, 1517 circa

## Opere principali
- Ritratto virile, 1506, Firenze, Uffizi